# Gare maritime de Alcântara

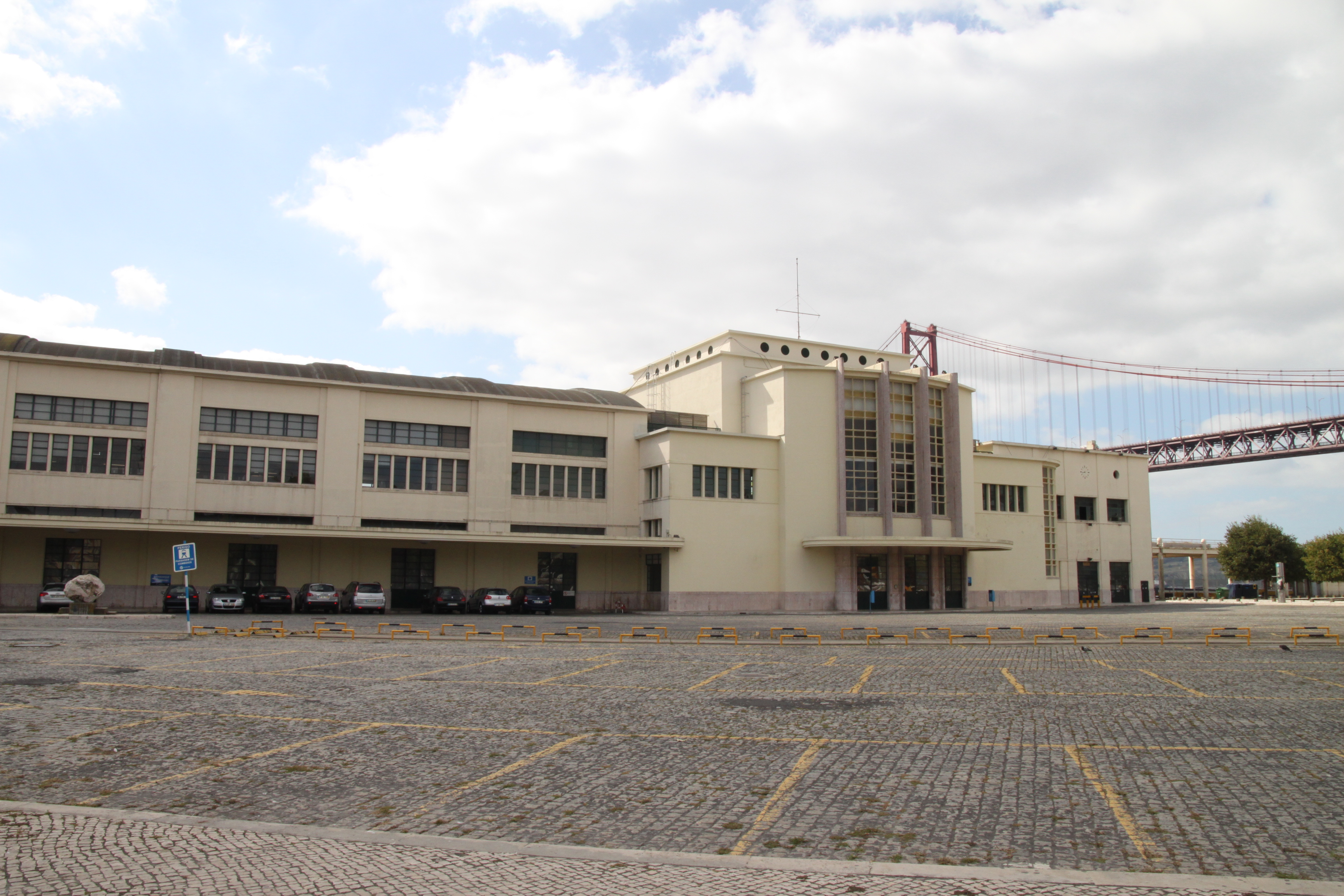
Façade principale de la Gare marítime de Alcântara.

La gare marítime de Alcântara située dans la freguesia d'Alcântara, à Lisbonne, est un bâtiment du port de Lisbonne situé près de l'embouchure du Tage. Elle a été conçue par l'architecte Pardal Monteiro et construite en 1943, dans le cadre de la modernisation des ports desservant Lisbonne.
Le 17 juillet 1943, la gare marítime de Alcântara a été inaugurée lors de la simple cérémonie de réception d'un navire de réfugiés, car la situation de guerre existait dans presque toute l'Europe et l'exigeait. Bien que la station ne soit pas encore totalement achevée, elle offrait cependant de meilleures conditions d'embarquement et de débarquement que celles possibles à l'époque. En effet, avec l'arrivée du navire Serpa Pinto, en provenance de Philadelphie, avec à son bord 253 passagers, pour la plupart des réfugiés de guerre britanniques, commence une étape importante de la vie du port de Lisbonne.
Cette gare a été classée par l'Ordonnance n°740-FC/2012 comme Monument d'Intérêt Public.

## Histoire
Le port de Lisbonne devait donc devenir un véritable quai en Europe pour les passagers et pour les bagages de la navigation maritime. Les premiers pas sont alors faits vers la construction de gares maritimes, à la lumière de l'idée qu'une gare maritime - qui est le lieu où les visiteurs établissent leurs premiers contacts avec le pays - doit donner à l'étranger qui a débarqué une bonne impression, en ce qui concerne le confort, la commodité et la grandeur.
En 1939, l'architecte Porfírio Pardal Monteiro fut chargé d'exécuter le plan des gares, étant le premier à construire celle d' Alcântara. Comme il s'agissait du premier ouvrage du genre au Portugal, les responsables ont cherché à consacrer toute leur attention à ce que l'ouvrage satisfasse aux conditions architecturales qui lui seraient nécessaires en tant que porte d'entrée du Portugal. 
Pour la préparation du projet de la gare maritime d'Alcântara, l'administration portuaire de l'époque a fourni une esquisse de programme qui comprenait les services essentiels à installer dans une gare maritime. Une étude comparative a été faite des éléments de ce programme avec ceux des plans de plusieurs gares à l'étranger, certaines terminées à l'époque, d'autres en cours d'achèvement, comme les gares maritimes de Cherbourg et du Havre en France, Gênes et Trieste en Italie et certaines d'Amérique du Nord comme celle de Los Angeles.

## Projet
Pardal Monteiro a recherché un projet architectural marqué par l'échelle des volumes et la juste expression de tous les éléments de la structure. L'équilibre de toutes les parties de la composition, le rapport entre le plein et le vide a été scrupuleusement observé, afin de réaliser un travail harmonieux et correct. L'architecte s'est défendu que l'architecture tendait clairement vers l'expression de la pureté qu'il n'avait pas connue au cours des derniers siècles, précisément parce qu'elle reposait uniquement sur la logique de la construction. Pardal Monteiro a imposé la présence de ses formes modernistes, renforcées par les magnifiques panneaux de fresques réalisées par Almada Negreiros, des années plus tard, dans l'atrium du deuxième étage. Le nom de deux figures liées à l'art portugais contemporain, réunies dans une même œuvre, fait de la gare maritime d'Alcântara l'une des constructions modernes qui valorisent le patrimoine de Lisbonne et de son port.

## Structure de la gare
Sa structure est en béton armé et comporte un rez-de-chaussée et un étage supérieur. Au niveau de l'étage supérieur, côté rivière, se trouve une passerelle ou une terrasse soutenue par des colonnes. Cette terrasse est beaucoup plus longue que le bâtiment lui-même.

## Galerie

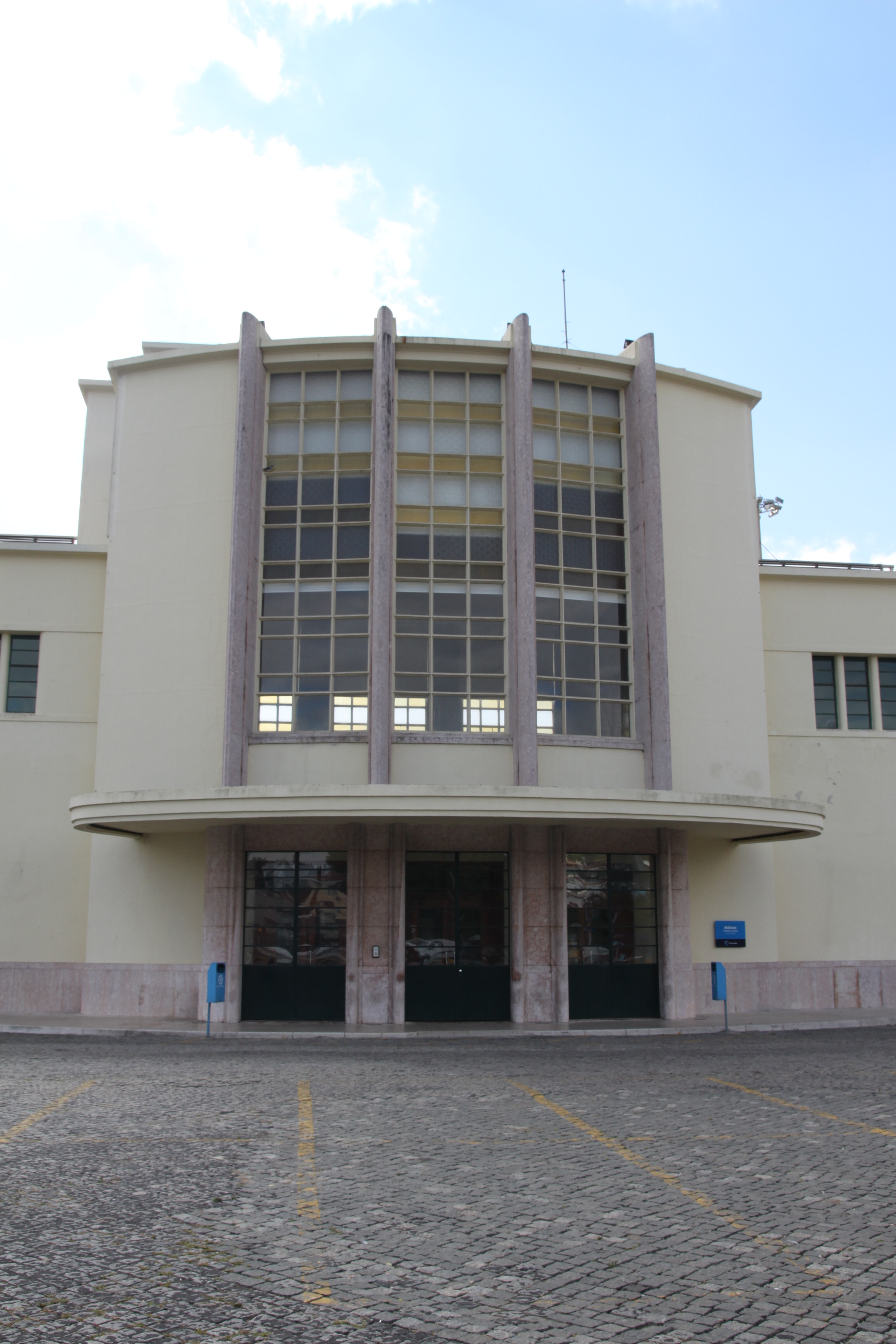
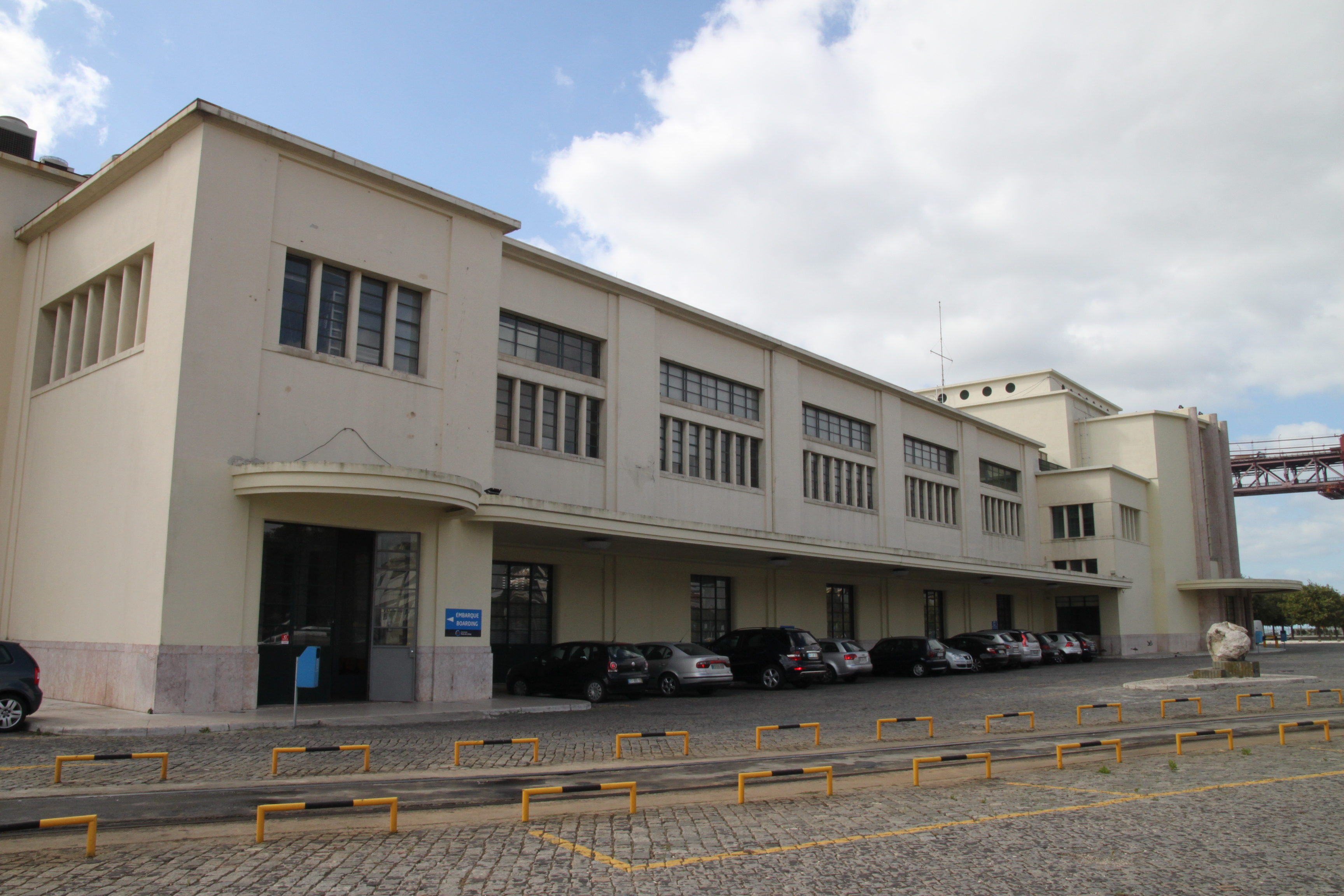
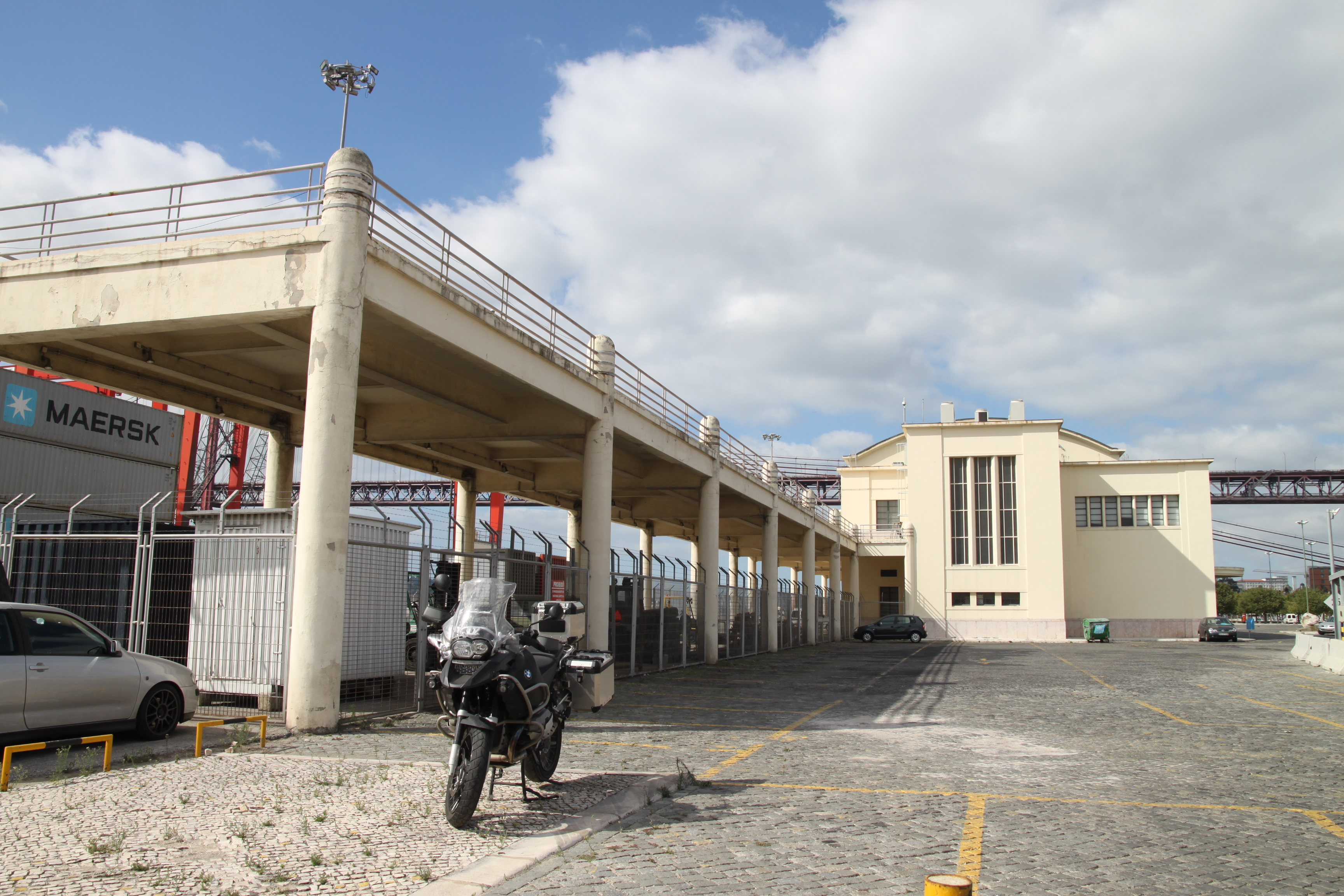
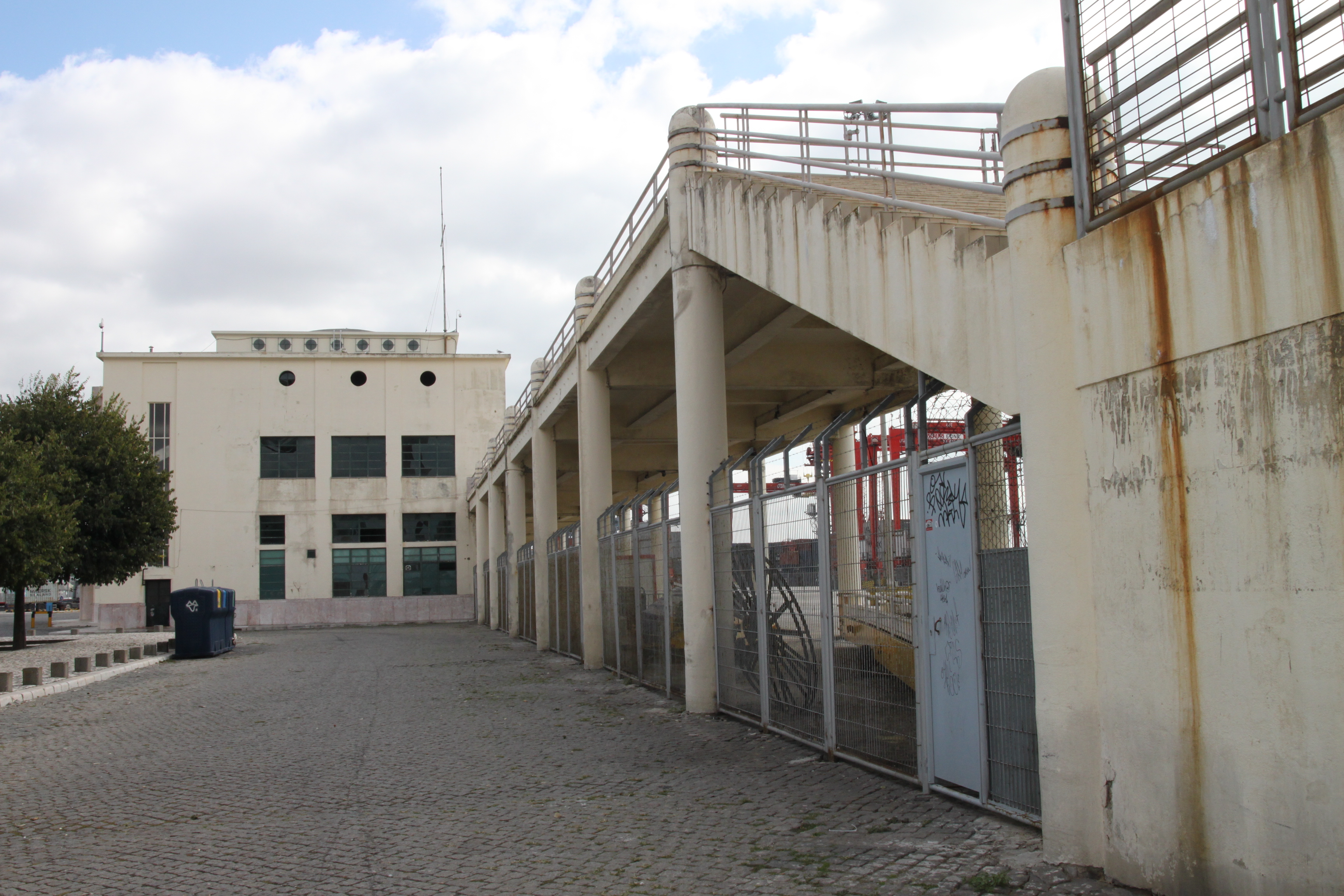
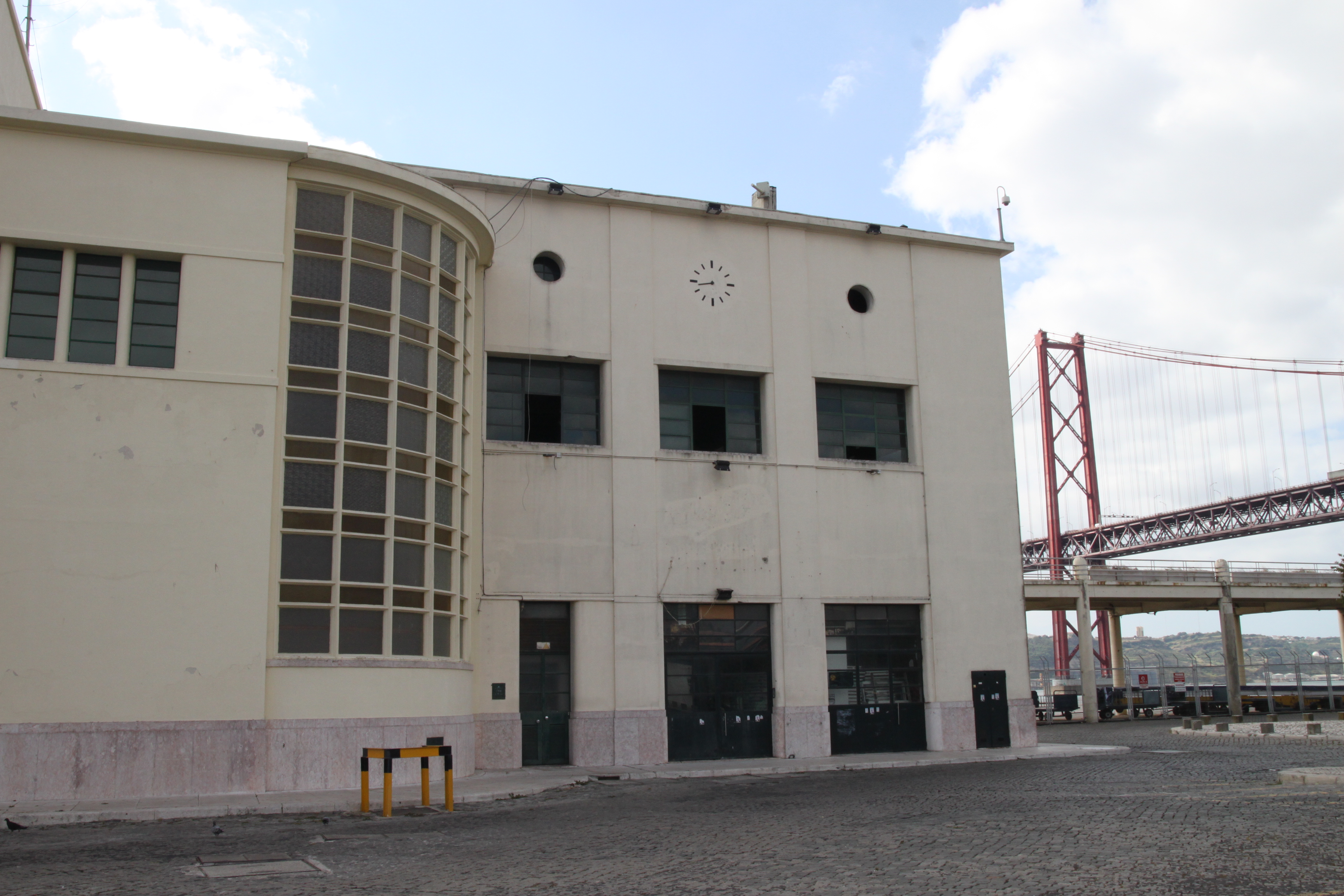